# Лоренцетти, Энрико
Энрико Лоренцетти (итал. Enrico Lorenzetti; 4 января 1911, Рим — 8 августа 1989, Милан, Италия) — итальянский мотогонщик. Чемпион мира по шоссейно-кольцевых мотогонок MotoGP в классе 250 cc (1952).

## Биография
Будучи старшим в семье из шести детей, Энрико потерял свою мать в очень молодом возрасте. Он переехал с отцом из Рима в Милан.
В первых мотоциклетных соревнованиях принял участие в 1934 году, выступая на мотоцикле Simplex 500. В следующем году он одержал свою первую победу на трассе Бергамо.
В 1936 году Лоренцетти впервые привлек к себе внимание широкой общественности после победы в категории Спорт класса 250 в гонке Милан—Неаполь.
В период 1937 -38 годов итальянец выступал в гонках на мотоциклах Triumph, Miller, Benelli, Sertum и Taurus, подтвердив свои способности поливалентного гонщика, способного успешно выступать как в кольцевых гонках, так и в условиях бездорожья.
В 1939 году Лоренцетти начал сотрудничать с компанией Moto Guzzi, выступив на мотоцикле Albatros в гонке класса 250 Милан —Таранто.
В 1948 году Энрико стал частью официальной команды Moto Guzzi, с которой выиграл свой первый титул чемпиона Италии в классе 250cc. Он оказался не только хорошим водителем, но и талантливым инженером — именно он был автором идеи мотоцикла Gambalunghino 250. Уезжая из Милана на собственном Albatros он попал в аварию. Для ремонта мотоцикла он использовал некоторые детали из модели Gambalunga 500 — так возник Gambalunghino 250, с которым команда Moto Guzzi выигрывала кубки конструкторов чемпионата мира серии Гран-При в 1949 и 1951 —1952, последний именно благодаря Лоренцетти.

### Карьера в серии Гран-При
В чемпионат мира по шоссейно-кольцевым мотогонкам серии Гран-При Энрико дебютировал в первом же сезоне проведения соревнований — 1949. На мотоцикле Bicilindrica V-twin он проехал лишь одну гонку — заезд класса 500cc Гран-При Бельгии, который проходил на легендарном треке Спа-Франкоршам — и сразу же финишировал на подиуме, заняв 3-е место. Это дало ему 7 зачетных очков и 8-е место общего зачета[1].
Следующий сезон чемпионата мира Лоренцетти пропустил, соревнуясь лишь в соревнованиях в пределах Италии.
К серии Гран-При Энрико вернулся в сезоне 1951, приняв участие в соревнованиях сразу двух классов, 250 и 350cc. Всего он принял участие в 4 гонках, в каждой финишировав на подиуме и одержав 1 победу на родном для себя Гран-При Наций в классе 250cc. Во время свободной практики Гран-При Ольстера Энрико попал в аварию, во время которой погибли его коллеги Джанни Леоне и Санте Джеминьяни, поэтому этот этап он вынужден был пропустить, а так его выступления могли бы быть еще успешнее.
В следующем сезоне Лоренцетти сосредоточился исключительно на выступлениях в классе 250cc и это принесло свои плоды: во всех 5 гонках, в которых он стартовал, финишировал на подиуме, одержав в том числе 2 победы. Это позволило ему стать чемпионом мира.
Команда была довольна успехами итальянца, поэтому в сезоне 1953 он снова выступал в двух классах: 250 и 350cc. В последнем он финишировал 2-м в общем зачете вслед за своим коллегой по команде Фергусом Андерсоном, а в категории 250cc закончил сезон на 4-м месте. Этот сезон был одним из самых успешных в его карьере: с 9 гонок он выиграл 4.
Следующие три сезона сложились для Лоренцетти хуже: он не одержал ни одной победы, хотя и финишировал в сезоне 1956 в общем зачете класса 250cc на 3-м месте.

### После гонок
После завершения сезона 1957, когда три итальянские заводы, Guzzi, Gilera и FB Mondial, объявили о своем выходе из чемпионата мира, закончил мотогоночную карьеру и Энрико. Сначала он посвятил себя руководству дилерским салоном Guzzi, позже открыл магазин бытовой техники и лабораторию по разработке и выпуску аудио и видеоаппаратуры.
Лоренцетти умер в 1989 году, в возрасте 78 лет и был похоронен в Чезене.
За свой высокий рост и худобу он получил прозвище «Filaper», что на местном диалекте региона Ломбардия означает «Нить».